# USS Roosevelt (DDG-80)
Pour les autres navires du même nom, voir USS Roosevelt.
L’USS Roosevelt (DDG-80) est un destroyer américain de la classe Arleigh Burke. Commissionné le 14 octobre 2000, il est actuellement en service dans l'United States Navy. Il est nommé d'après Franklin Delano Roosevelt (1882-1945), 32e président des États-Unis. Il a été construit au chantier naval Ingalls de Pascagoula dans l'État du Mississippi et son port d’attache est la base navale de Mayport dans l'État de Floride.

## Histoire du service

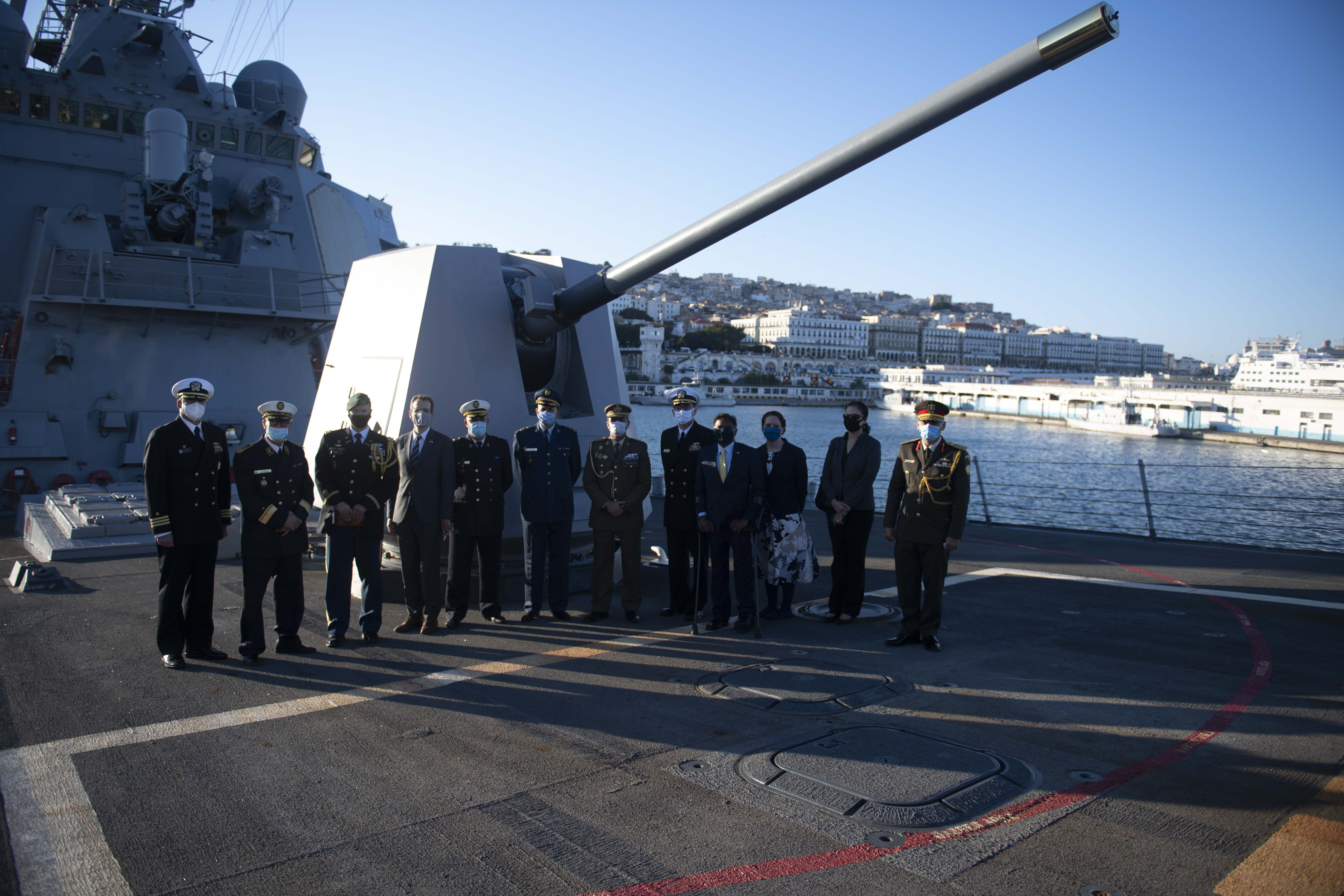
Dans le port d'Alger (octobre 2020).

## Dans les médias

### Série
Dans l'épisode 1 de la saison 3 de la série télévisée Jack Ryan, l'USS Roosevelt est utilisé pour lancer une équipe de reconnaissance d'un bateau pouvant transporter une arme nucléaire.
Ainsi que dans l'épisode 8, Jack Ryan se rend à bord de l'USS Roosevelt pour essayer d'empêcher la guerre entre la Russie et les États-Unis.